# Trasmonte (Puebla del Brollón)
Trasmonte es una aldea española situada en la parroquia de Vilachá, del municipio de Puebla del Brollón, en la provincia de Lugo, Galicia.

## Geografía
Está situado a 592 metros de altitud, a los pies de la sierra de A Auga Levada y junto al cañón del Sil. 

## Demografía
| Gráfica de evolución demográfica de Trasmonte entre 2000 y 2020 |
|                                                                 |
| Datos según el nomenclátor publicado por el INE.                |